# Tempo massimo
Tempo massimo é um filme italiano do gênero comédia, dirigido por Mario Mattoli em 1934, sendo o seu primeiro filme. Foi protagonizado por Vittorio De Sica e Milly.

## Elenco
- Vittorio De Sica como Giacomo
- Milly como Dora Sandri
- Camillo Pilotto como Mordomo
- Enrico Viarisio como Alfredo Martinelli
- Amelia Chellini como Zia Agata
- Anna Magnani como Emilia
- Nerio Bernardi como Bob
- Ermanno Roveri
- Giulio Donadio